# Lukas Kampa
Lukas Immanuel Kampa (Bochum, 29 de novembro de 1986) é um jogador de voleibol alemão que atua na posição de levantador.

## Carrreira

### Clube
Kampa começou sua carreira em sua cidade natal, no VC Telstar Bochum. Conquistou dois títulos do campeonato alemão pelo VfB Friedrichshafen em 2009 e 2010.
Em 2013 conquistou o título da Copa da Rússia pelo Belogorie Belgorod. Para a temporada 2014–15 foi atuar pela primeira vez no voleibol polonês após assinar contrato com o Cerrad Czarni Radom. Em 2016 o levantador transferiu-se para o Jastrzębski Węgiel, conquistando o título do campeonato polonês na temporada 2020–21.
Em 2021 o levantador assinou contrato com o Trefl Gdańsk, ainda na primeira divisão polonesa.

### Seleção
Kampa estreou na seleção adulta alemã em 2009. Em 2012 disputou os Jogos Olímpicos de Londres, onde terminou na 5ª colocação após perder nas quartas de final para a seleção búlgara por 3 sets a 0. Em 2014 conquistou a  medalha de bronze no Campeonato Mundial de 2014, na Polônia, sendo o melhor resultado da seleção alemã na história do torneio. No ano seguinte conquistou o ouro na primeira edição dos Jogos Europeus após vencer a Bulgária por 3 sets a 1.
Foi vice-campeão do Campeonato Europeu de 2017 na Polônia, após ser derrotado na final pela seleção russa.

## Títulos
VfB Friedrichshafen
- Campeonato Alemão: 2008–09, 2009–10

Belogorie Belgorod
- Copa da Rússia: 2012

Lokomotiv Kharkiv
- Campeonato Ucraniano: 2013–14

Jastrzębski Węgiel
- Campeonato Polonês: 2020–21

## Clubes
| Anos      | Clube                |
| --------- | -------------------- |
| 2006–2008 | Moerser SC           |
| 2008–2010 | VfB Friedrichshafen  |
| 2010–2011 | RWE Volleys Bottrop  |
| 2011–2012 | Copra Elior Piacenza |
| 2012–2013 | Belogorie Belgorod   |
| 2013–2013 | Lokomotyv Kharkiv    |
| 2013–2014 | Casa Modena          |
| 2014–2016 | Cerrad Czarni Radom  |
| 2016–2021 | Jastrzębski Węgiel   |
| 2021–     | Trefl Gdańsk         |

## Prêmios individuais
- 2014: Campeonato Mundial – Melhor levantador